# Friedrich Börschmann

Friedrich Börschmann

Friedrich Gustav Robert Börschmann (* 9. Juni 1870 in Prökuls; † nicht bekannt) war ein deutscher Mediziner und sozialdemokratischer Parlamentarier.

## Biografie
Börschmann war ein Sohn des Gerichtskassenrendanten Robert Börschmann. Seine Schwester war die Pädagogin Anna Börschmann (1871–1939) und sein Bruder der Professor, Sinologe und Regierungsbaurat Ernst Börschmann (1873–1949).
  
Er studierte Medizin in Tübingen und Königsberg. Ab 1896 war er Distriktarzt in Wiesenstein, ab 1898 Militärarzt in Mannheim und Goldap. Im Jahr 1900 arbeitete Börschmann als Schiffsarzt. Zwischen 1901 und 1907 war er praktischer Arzt in Marggrabowa. Im Jahr 1907 wurde er Kreisassistenzarzt in Danzig. Von 1908 an war er Kreisarzt des Kreises Friedland. Ab 1910 engagierte er sich auch im Deutschen Roten Kreuz. So war er Vorsitzender von Sanitätskolonnen und Kreisinspekteur. Als Militärarzt machte Börschmann in der Funktion eines Oberarztes den Ersten Weltkrieg mit.
In der Novemberrevolution wurde er Vorsitzender des Arbeiter- und Soldatenrates von Bartenstein. Dort war er auch Stadtverordneter und Kreistagsmitglied. Außerdem gehörte er 1919 bis 1921 dem Provinziallandtag der Provinz Ostpreußen an.
Für die SPD war Börschmann Mitglied der Weimarer Nationalversammlung und für kurze Zeit auch des ersten Reichstages.
Börschmann war Verfasser verschiedener medizinischer und sozialpolitischer Schriften.